# Verhoogd driehoekig prisma
Een verhoogd driehoekig prisma is in de meetkunde het johnson-lichaam J49. Deze ruimtelijke figuur kan worden geconstrueerd door een vierkante piramide J1 met zijn grondvlak op een van de vierkante zijvlakken van een driehoekig prisma te plaatsen.
Het dubbelverhoogd driehoekige prisma J50 en het drievoudig verhoogd driehoekige prisma J51 worden geconstrueerd door twee of drie vierkante piramides met hun grondvlakken op even zoveel vierkante zijvlakken van een driehoekig prisma te plaatsen.
De 92 johnsonlichamen werden in 1966 door Norman Johnson benoemd en beschreven.
- (en)  MathWorld. Augmented Triangular Prism.